# Harddisk-drev
 "Disk" omdirigeres hertil. For andre betydninger af Disk, se Disk (flertydig).
Harddisk-drev (også HDD (fra engelsk Hard Disk Drive), fastpladelager, baggrundslager) er et digitalt lagringsmedie - og en almindelig brugt betegnelse for disk. Da det harddiskdrev en pc er udstyret med, er anbragt i et kabinet (sammen med andre enheder), benyttes betegnelsen også fejlagtigt for kabinettet med indhold.
Note: Betegnelsen harddisk er opstået i pc-verdenen som en modsætning til floppydisk. Pc'erne kunne på et vist tidspunkt fås med fastpladelager (hårde skiver, engelsk hard disks) imod tidligere kun at være udstyret med disketter (5.25" eller 8" bløde skiver).
Et harddisk-drev består af 1-6 magnetiske plader, der bruges til opbevaring af data i binær form. Harddisken har et læsehoved til at læse og skrive data, og (i moderne harddiske) en "voice coil" til at drive læsehovedet hen over diskene. En harddisk er ligeledes non-volatil, hvilket betyder, at alle data bibeholdes selvom computeren er slukket.

## Mainframes og de første diske
Pladelageret blev oprindeligt udviklet til mainframes allerede i 1956 af IBM. Den første disk blev udviklet til en computertype kaldet IBM 305 RAMAC og pladerne var 61 cm i diameter. Diskenheden, der blev kaldt IBM 350, havde 51 plader og kunne lagre 3,75 MB. 
Størrelsen af pladerne til en diskenhed blev efterhånden mindre, lige som kapaciteten blev øget. Nogle diskenheder gav mulighed for at udskifte en stak plader. Den udtagne stak var beskyttet af en plastikbeholder og kunne opbevares på magasin, til der igen var behov for de data, der var lagret på stakken. 
En speciel type disk til mindre computere blev kaldt Winchester-disk. Navnet hentyder til en bestemt riffel, Winchester 30-30, idet der skulle være to 30 MB diske, den endelige størrelse blev dog anderledes. Selv om der oprindeligt var tale om en bestemt disk fra IBM, blev navnet også brugt bredt på pc'er.

## Teknologi
Som sagt er harddiskens plader typisk lavet af et ikke-magnetisk materiale, der er blevet overtrukket med et magnetisk materiale. Førhen blev der typisk brugt Jern(III)oxid, men i dag bruges oftest en blanding af metaller baseret på kobolt.
Pladerne roterer ved meget høje hastigheder (4000 – 15000 omdrejninger/min.). Informationer skrives til pladerne mens de roterer forbi såkaldte læse/skrivehoveder, der svæver ganske få nanometer over diskens overflade. Hovederne bruges til at opfange små magnetiske variationer (læsning) eller modificere disse variationer (skrivning).
Der er altid ét hoved for hver overflade i en harddisk, og i dag skrives data på begge sider af pladerne. Armen med læsehovederne bevæger sig i en cirkelbue hen over pladerne, hvilket giver mulighed for at hovedet kan nå alle områder på pladerne. Armen bliver styret ved hjælp af to neodymium-magneter (Voice coil) eller førhen af en stepmotor.
Harddiskens plader er delt ind i små, nanometer-store magnetiske regioner, der hver bliver brugt til at indkode et enkelt binært tal. I nutidens harddiske består hver af disse regioner af få hundrede magnetiske "korn". Hver region skaber magnetiske poler, der skaber et lokaliseret magnetfelt. Skrivehovedet skaber et magnetfelt og magnetiserer således det område på pladen, hvor dataene skal ligge.
Læsning foregår ved hjælp af elektromagnetisk induktion.
Harddiske er forseglede for at forhindre at støv og andre partikler trænger ind. Harddiske er dog ikke lufttætte, men gør brug af et ganske fint luftfilter for at der stadig kan komme luft ind i harddisken. Diskenes rotation skaber ligeledes et sug, og tvinger alle partikler til at samle sig på luftfilteret, og samtidig laver en luftpude, som hovederne benytter til at holde sig løftede over pladernes overflade.

## Kapacitet og hastighed
Brug af faste diske giver mulighed for finere tolerancer end i et diskettedrev. Derfor kan en harddisk indeholde mange flere data end disketter og samtidig tilgå data hurtigere. I 2007 kunne en typisk harddisk gemme mellem 120 GB og 1 TB data. En typisk harddisk kører ligeledes med 7200 – 10000 omdrejninger per minut, hvor de hurtigste kører med 15000 omdrejninger per minut, og kan sende sekventiel data med op til 1,6 Gbit/sek.
Mobil- eller notebookharddiske, er en del mindre end stationære, og er samtidig langsommere og har mindre kapacitet. I 2007 kører en typisk notebookharddisk med 5400 eller 7200 omdrejninger pr. minut.
Den eksponentielle vækst af kapacitet og tilgangshastigheder har gjort det muligt at integrere harddiske i bl.a. videokameraer og MP3-afspillere. Desuden er det blevet muligt ved hjælp af store mængder billig diskplads, at skabe mange web-baserede services med store kapaciteter til rådighed, herunder Google og Yahoo. 

## Standarder
Den tidligste standard tog dimensionerne fra et standard diskettedrev, sådan at begge typer kunne monteres i samme slags drevbås. På den måde blev harddiskenes standarder opkaldt efter diskettedrev af samme størrelse.
- 8″ drev:

I 1979 udgav Shugart Associates (nu Seagate) deres SA1000, der var den første harddisk der var kompatibel og havde den samme størrelse som et 8″ diskettedrev.
- 5 1/4″ drev:

Samme firma udgav en harddisk der fulgte denne standard i 1980, og havde samme størrelse som et "full height" (3,5″ højt) diskettedrev. Selv i dag bruges en "half height" standard til optiske drev (CD og DVD drev), men den er desværre gået af mode i harddiskverdenen. Quantum "Bigfoot" var den sidste harddisk til at benytte standarden sidst i 1990'erne.
- 3,5″ drev:

Denne mindre standard blev først brugt af firmaet Rodime i 1984, som var på samme størrelse som et "half height" 3,5″ diskette drev (1,63″ højt). I dag bruges typisk en "slimline" eller "low-profile" standard, der er 1″ høj.
- 2,5″ drev:

Denne standard blev introduceret i 1988 af firmaet PrarieTek, der er ikke nogen tilsvarende størrelse af diskettedrev. I dag bruges denne standard typisk i mobile enheder, såsom notebooks og musikafspillere. 
- 1,8″ drev:

En mindre standard, der blev introduceret af Integral Peripherials i 1993, har udviklet sig til AtA-7 LIF standarden. Denne stadard bliver i dag brugt til sub-notebooks og MP3 afspillere.
- 1″ drev:

Denne standard blev indført i 1999 af IBM til deres Microdrives, der passer i en CF type II port.
- 0,85″ drev

Toshiba udgav denne sandard i 2004 til brug i mobiltelefoner og lignende apparater, inklusive SD/MMC port-kompatible harddiske, der er optimeret til videolager i 4G telefoner. I dag sælger Toshiba disse små harddiske i 4- og 8 GB versioner, og har pt. verdensrekorden for den mindste harddisk i verden.
Større firmaer har stoppet produktionen af 1″ og 0,85″ drev i 2007 på grund af den faldende pris på flashhukommelse.
Den tomme-baserede navngivning af alle disse standarder markerer ikke dimensionerne på enhederne, men diameteren på pladerne.

## Robusthed
På grund af læsehovedets placering tæt på harddiskens overflade, kan forurening eller stød forårsage et "head crash", hvor læsehovedet skraber hen ad pladens overflade, og skraber derfor den tynde magnetiske film af.
Et "head crash" kan forårsages of elektriske fejl, en pludselig strømafbrydelse, stød, slitage, korrosion eller lav kvalitet.
Dog har mange moderne harddiske indbyggede foranstaltninger, der fx kan trække læsehovedet væk fra diskens overflade, eller stoppe diskens rotation hurtigt.
Harddiskens spindelsystem er afhængig af lufttrykket inde i kabinettet for at holde læsehovederne over diskens overflade. Forbindelse til omverdenen og tryk sker igennem et lille hul på ca. 0,5 mm i diameter, for det meste med et kulfilter på indersiden.
Hvis lufttrykket bliver for lavt, skabes der ikke tilstrækkelig "løft" til det flyvende læsehoved, så hovedet kommer for tæt på harddisken og der er risiko for head crash og tab af data.
Specielt designede forseglede harddiske under tryk er nødvendige for at en harddisk kan fungere i store højder over ca. 3000 m. I dag har de fleste fly dog kabinerne under tryk, så her kan almindelige harddiske sagtens bruges.
Moderne harddiske har også temperatursensorer og justerer sig selv for at få den optimale ydelse ved den givne temperatur. "åndehuller" kan ses på alle harddiske, og har typisk et klistermærke ved siden af, hvor der står at man ikke må dække hullerne til. Luften indeni flytter sig hele tiden, og bliver holdt i gang af friktionen fra de roterende plader. Denne luft kommer altid igennem et lille ekstra filter, der fjerner partikler fra produktionen, partikler eller kemikalier, der på en eller anden måde er kommet igennem det første filter, og partikler der er kommet fra delene mens de kører.
Ved såkaldte GMR læsehoveder, kan der komme et lille head crash, hvor hovedet ikke ødelægger harddiskens plader, men i stedet gnider læsehovedet på den hastigt roterende plade, og bliver meget varm. Dette gør at data ikke kan tilgås før læsehovedet atter er kølet ned.